# Monty bicicletas
Monty es una marca de creada por Pere Pi, quién fue corredor de moto trial y diseñador técnico en Motocicletas Montesa donde cosechó diversos éxitos en competición.
Monty es una marca especializada en trial también llamado trialsín (trial sin motor).
Monty tiene en catálogo los siguientes modelos de bicicletas trial, montaña,
BMX, infantiles, e-bikes (bicicletas eléctricas), urbanas, plegables, trekking y bicicletas para necesidades especiales.

## Historia
Las bicicletas de trial de Monty heredan el diseño inicial de Pere Pi hecho para Montesa y cuyo resultado fue el modelo "Montesita t-15" de bicicleta de trial.
Bicicletas Monty nace el 12 de diciembre de 1983 en un local de Esplugues de Llobregat. Se convierte en Sociedad Anónima con la entrada de Bicicletas BH como accionista.

## Competición
La marca ha ganados múltiples campeonatos de trial con Ot Pi ,Cesar cañas y los más recientes con Dani Comas.
En la modalidad de montaña también se ha gando algunos títulos con equipos como el Monty-Ambisist(2013)